# 플릿캐리어

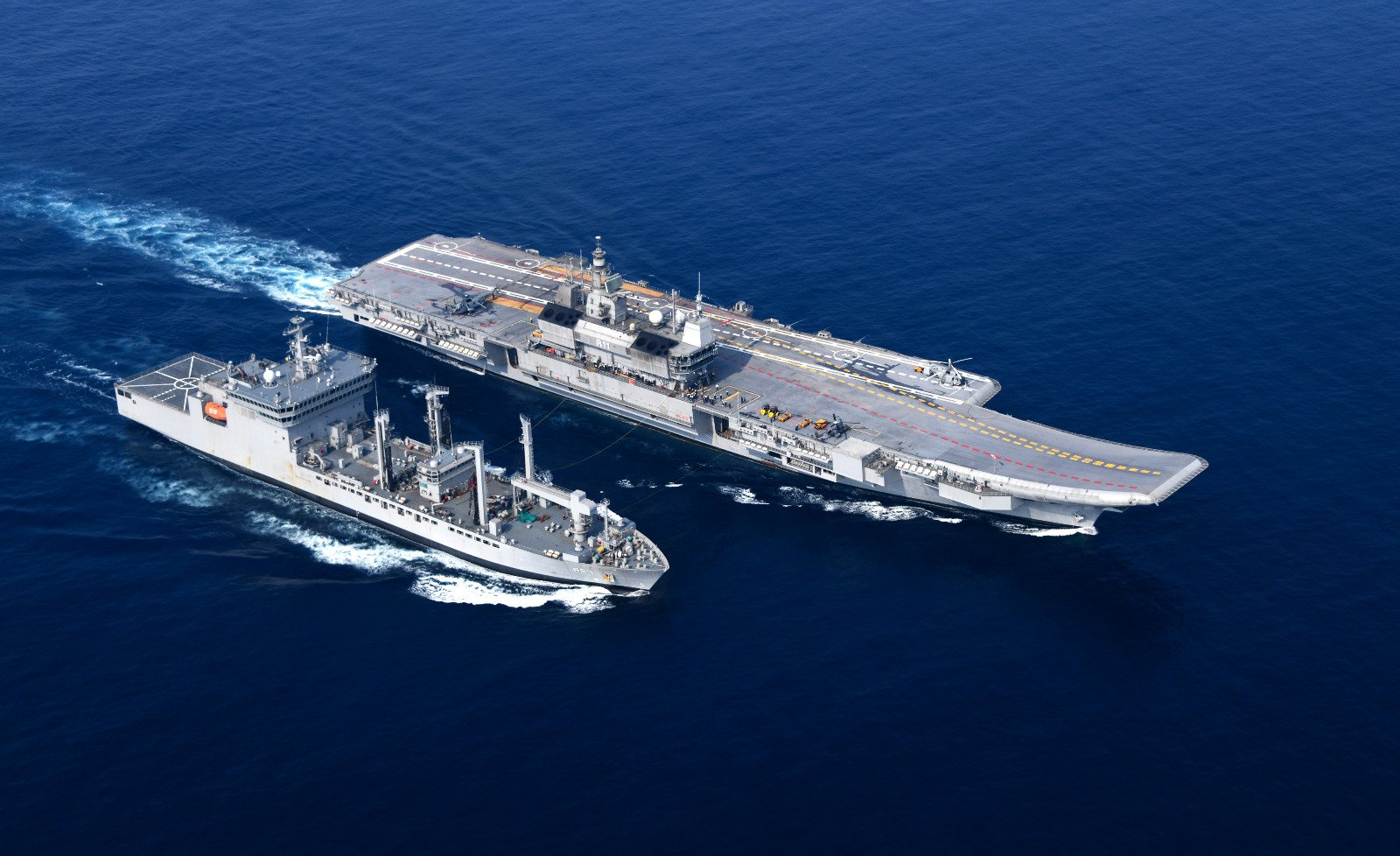

플릿캐리어(영어: Fleet carrier) 또는  중형항공모함은 자국 해군의 주력 함대와 함께 운용되도록 설계된 항공모함이다. 이 용어는 제2차 세계 대전 중에 호위항공모함 및 기타 능력이 떨어지는 유형과 구별하기 위해 개발되었다. 많은 중형 항공모함과 슈퍼캐리어 외에도 일부 경항공모함도 플릿캐리어로 분류된다.

## 개념
플릿캐리어 개념은 1931년 미국 해군 제독 조셉 클라크와 하비 E. 야넬(Harvey E. Yarnell)이 개발했다.
플릿캐리어는 함대를 위해 정찰하며, 적의 공습을 물리치며, 적공군을 공격한다. 순양함과 구축함은 플릿캐리어를 보호한다. 플릿캐리어는 기존의 드래드노트와 전함의 위치를 대신한다.
플릿캐리어는 50대 이상의 프로펠러기를 탑재하고, 함대의 다른 주요 구성원인 순양함이나 전함의 속도를 따라잡을 수 있어야 했다. 이러한 미국 해군의 제2차 세계대전 당시 항공모함으로는 와스프급 항공모함, 인디펜던스급 항공모함 등이 있다. 오늘날의 기준으로는 경항공모함에 속한다.
제2차 세계대전에서 플릿캐리어는 보통 3개의 비행대대(squadron)를 보유했다. 전투기 비행대대, 어뢰폭격기 비행대대, 다이빙 폭격기 비행대대.

## 같이 보기
- 대형항공모함
- 경항공모함